# 沙坪镇 (万安县)
沙坪镇，是中华人民共和国江西省吉安市万安县下辖的一个乡镇级行政单位。

## 行政区划
沙坪镇下辖以下地区：
沙坪社区、沙坪村、长桥村、增恨村、南阳村、里加村、梅团村和外龙村。